# NGC 5428
NGC 5428 is een dubbelster in het sterrenbeeld Maagd. Het hemelobject werd in 1882 ontdekt door de Duitse astronoom Ernst Wilhelm Leberecht Tempel.